# Halictoxenos schwarzi
Halictoxenos schwarzi är en insektsart som först beskrevs av Pierce 1908.  Halictoxenos schwarzi ingår i släktet Halictoxenos och familjen stekelvridvingar. Inga underarter finns listade i Catalogue of Life.